# 社会主义工人组织 (新西兰)
社会主义工人组织（英語：Socialist Workers Organization，缩写为SWO）是新西兰历史上的一个托洛茨基主义组织。
该组织成立于1994年，由新西兰共产党（原共产国际支部）和国际社会主义组织（托洛茨基主义组织，隶属于英国社会主义工人党领导的国际社会主义倾向）合并而成。起初，国际社会主义组织听说英国社会主义工人党领导层与新西兰共产党开展合并谈判时感到十分震惊，尽管如此，该组织还是在英国社会主义工人党的推动下不情愿地与新西兰共产党合并为社会主义工人组织。当时，英国社会主义工人党派遣了一名特使前往新西兰，促成这次合并。社会主义工人组织成立后，隶属于国际社会主义倾向。
经过一段时间的合作后，前国际社会主义组织的核心成员认为社会主义工人组织受到尚未摆脱斯大林主义组织方式和政治影响的成员的主导，因此他们决定分裂出来，重建国际社会主义组织。社会主义工人组织则演变为“社会主义工人”，在奥克兰和惠灵顿活动，后于2012年解散。